# Phaloesia chalybea
Phaloesia chalybea är en fjärilsart som beskrevs av Butler 1876. Phaloesia chalybea ingår i släktet Phaloesia och familjen björnspinnare. Inga underarter finns listade i Catalogue of Life.